# Emblemariopsis leptocirris
Emblemariopsis leptocirris är en fiskart som beskrevs av Stephens, 1970. Emblemariopsis leptocirris ingår i släktet Emblemariopsis och familjen Chaenopsidae. Inga underarter finns listade i Catalogue of Life.